# Cantó de Montesquiu de Toars
El cantó de Montesquiu de Bolbèstra és un cantó francès del departament de l'Alta Garona, a la regió d'Occitània. Està inclòs al districte de Muret, està format per 10 municipis i el cap cantonal és Montesquiu de Bolbèstra.

## Municipis
- Montesquiu de Bolbèstra
- Canens
- Castanhac
- Gosens
- La Hitèra
- La Peirèra
- La Tor
- Massabrac
- Montbrun del Boscatge
- Sent Cristau